# Сивоглави водомар
Сивоглави водомар (Halcyon leucocephala) је врста птице из породице водомара (Alcedinidaea). Насељава велике делове Африке и јужне Арабије, од Мауританије преко Сенегала и Гамбије, на истоку до Етиопије, Сомалије, Јемена, Омана и Саудијске Арабије, а на југу све до Јужноафричке Републике. Такође се налази на острвима уз афричку обалу, као што су Зеленортска Острва и Занзибар.

## Таксономија
Први формални опис сивоглавог водомара дао је немачки зоолог Филип Лудвиг Статијус Милер 1776. године. Он је увео биномијално име Alcedo leucocephala. Садашњи род Halcyon увео је енглески природњак и уметник Вилијам Свејнсон 1821. године. Име рода потиче од старогрчке речи alkuōn, што је назив за митску птицу која се обично повезује са водомаром. Специфични епитет leucocephala потиче од старогрчких речи leukos што значи „бео” и -kephalos што значи „глав”.
Признато је пет подврста:
- H. l. acteon (Lesson, R, 1830) – Зеленортска Острва
- H. l. leucocephala (Statius Müller, PL, 1776) – од Сенегала и Гамбије до северозападне Сомалије, северне Танзаније и северног ДР Конга
- H. l. semicaerulea (Gmelin, JF, 1788) – јужно Арабијско полуострво
- H. l. hyacinthina Reichenow, 1900 – од југоисточне Сомалије до Танзаније
- H. l. pallidiventris Cabanis, 1880 – од јужног ДР Конга до северозападне Танзаније и на југу до севера Јужноафричке Републике

## Опис
Полови су слични. Одрасла јединка номиналне расе H. l. leucocephala има светлосиву главу, црни плашт и леђа, светлоплаву тртицу, крила и реп, и кестењасте доње делове тела. Подврста H. l. pallidiventris има тамније сиву главу и блеђе кестењасте доње делове, али је иначе слична. Кљун је дуг, црвен и оштар. Ова птица нарасте до просечне дужине од 21 cm (8,3 in). Песма је низ тонова који се дижу, спуштају, а затим поново дижу, постајући све оштрији. Позив упозорења је серија оштрих тонова, „тчк, тчк, тчк, тчк”.

## Распрострањеност и станиште
Сивоглави водомар се налази у тропској и полутропској Африци и на Арабијском полуострву. Његов ареал обухвата Анголу, Бенин, Боцвану, Буркину Фасо, Бурунди, Камерун, Зеленортска Острва, Централноафричку Републику, Чад, Конго, Демократска Република Конго, Џибути, Еритреју, Есватини, Етиопију, Габон, Гамбију, Гану, Гвинеју, Гвинеју-Бисао, Иран, Обала Слоноваче, Кенију, Либерију, Малави, Мали, Мауританију, Мозамбик, Намибију, Нигер, Нигерију, Оман, Руанду, Саудијску Арабију, Сенегал, Сијеру Леоне, Сомалију, Јужноафричку Републику, Јужни Судан, Судан, Танзанију, Того, Уганду, Јемен, Замбију и Зимбабве. Типично станиште су му шуме, шикаре и обрадиве површине, до надморске висине од око 2.200 m (7.200 ft).

## Екологија
Ово је водомар сувих предела, шикара и шума, живи усамљено или у паровима, често се налази у близини воде, али за разлику од већине водомара, није водена птица. Седи на грани, непомичан дужи временски период, посматрајући тло у потрази за инсектима или малим гуштерима, а затим клима главом пре него што се обруши на плен. По изгледу је веома сличан смеђокапом водомару, али има црвен, а не црвено-црни кљун. Сличан је и шумском водомару, али шумски водомар нема кестењаст стомак и има већу покривеност цијан перјем на леђима. Гнезди се у рупама на стрмим речним обалама и агресивно штити своје гнездо поновљеним обрушавањем на варане који траже храну. Паразитира га велики медовед. Ова врста се сели ноћу и често страда улетањем у препреке као што су зграде, торњеви и далеководи.